# Карагйозис

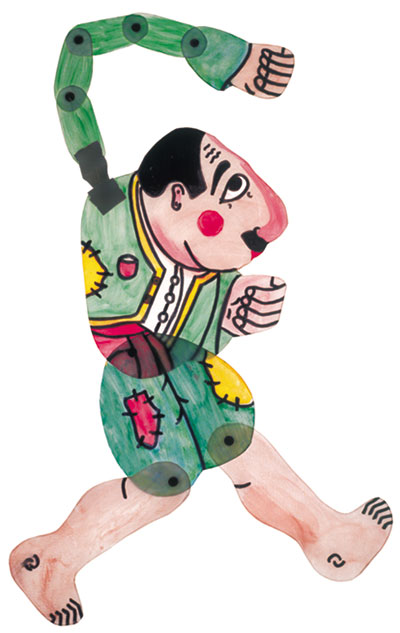
Караґйозіс (лялька тіньового театру)

Карагйо́зис (грец. Καραγκιόζης, від тур. Karagöz, дослівно «чорне око») — традиційний тіньовий ляльковий театр у новогорецькому фольклорі, названий за ім'ям головного персонажа — веселуна Караґйозіса, навколо якого групуються усі оповідки, які ставлять у театрі. Своєю суттю карагйозис — еллінізований турецький театр тіней карагез.

## Історія
Театр тіней карагйозис сформувався в Греції в результаті асиміляції та еллінізації турецького театру карагез у середині XIX століття.
Першим відомим власне грецьким лялькарем театру карагйозис був Я. Брахаліс, який виступав у 1850-ті. Головна заслуга в реформуванні карагйозису й у перетворенні його на грецький народний тіньовий театр належить актору Мімаросу (псевдонім Д. Сардуніса), що виступав у 1890-х роках.
Подальшу реформу і творчий розвиток карагйозису забезпечили лялькарі А. Моллас і С. Спафаріс, за яких грецький театр тіней досяг найбільшого розквіту.
Усередині XX століття (1940—50-і роки) під час великих геополітичних подій у Європі та світі, в ході трансформації власне грецького суспільства, змін культурних потреб, моди, відтак естетичних смаків, поширення кінематографу та інших новітніх видовищ і сучасної маскультури в цілому, театр карагйозис як загальнопоширене і популярне явище переживає занепад, і надалі існує обмежено як вид фольклору й переважно дитяча забава, використовується у виставах низки грецьких лялькових колективів, наприклад афінського театру «Фігури і ляльки».
До мотивів і персонажів карагйозису звертався грецький драматург В. Ротас, що написав серію гостросатиричних п'єс про сучасне йому політичне життя Греції.

## Сюжетика й зміст спектаклів
Для сюжетів вистав карагйозису використовувалися епізоди давньої та нової грецької історії, міфи, легенди і фантастичні пригоди, в яких виступали постійні традиційні персонажі дійства: сам Караґйозіс, товариш головного персонажа Хадзіаватіс, його жінка Аглая, горянин Барба Йоргос тощо), історичні і легендарні особи: наприклад, Олександр Македонський, герої війни 1821 року тощо.
Комічні епізоди у театрі перепліталися з історико-героїчним пафосом, а також патріотичними мотивами, особливо на перших стадіях зародження й становлення театру. Поступово ж у театрі карагйозис панівними стали елементи, що відображали побут, звичаї, часом окремі явища тогочасного політичного життя Греції. Поряд з умовними постатями представників тодішньої влади — турецькі візири, паші, беї, грубіяни й боягузливі турецькі жовніри, на полотні з'явилися персонажі представників різних областей країни з типізованими рисами характеру, що говорили місцевими говірками — Ніоніос, Барба-Гіоргос та ін; велике місце зайняли п'єси, що зображували пригоди Караґйозіса в умовах гірського побуту, що додалися до традиційних «професійних» — «Караґйозіс-лікар», «Караґйозіс-булочник» та соціально-побутових вистав — «Одруження Караґйозіса» тощо.
Невичерпна дотепність, винахідливість у витівках зробили Караґйозіса втіленням народного розуму, сатиричного духу, що перемагає зброєю сміху всі життєві негаразди.